# Battaglia di Tape (88)
La battaglia di Tape dell'88 d.C. fu la prima delle due battaglie che portano lo stesso nome e fa parte delle campagne daciche di Traiano (101-105).
Essa seguì la disfatta subita nell'86, in località imprecisata ma forse non lontano dalla stessa Tape, dal prefetto del pretorio Cornelio Fusco.

## Contesto storico
L'impero dei Flavi era cominciato quindici anni prima con Vespasiano. A questi era succeduto il figlio maggiore, Tito, morto prematuramente nell'81, e poi il fratello minore, Domiziano. Quest'ultimo adottò una politica estera estremamente aggressiva soprattutto in Occidente, cominciando tutta una serie di guerre lungo i confini imperiali, evidentemente per renderne più sicure le sue frontiere, ma anche alla ricerca di glorie militari.

### Casus belli

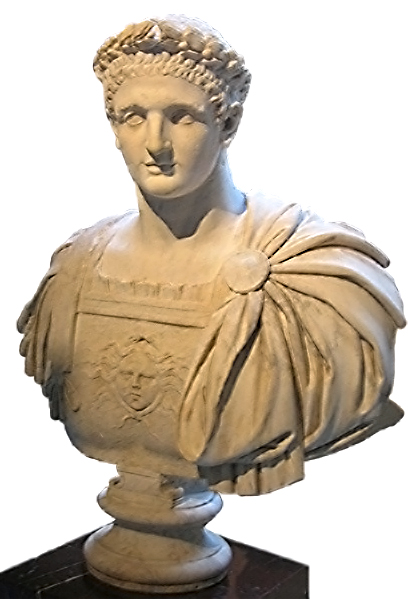
Busto dell'imperatore Domiziano.

Il casus belli fu un'invasione in forze da parte dei Daci dell'area carpatica, nella vicina provincia romana della Mesia, il cui governatore fu ucciso (nell'85). Il loro re Duras, forse istigato dallo stesso Decebalo-Diurpaneo che poco più tardi gli succedette, aveva deciso di invadere i territori romani, stanco probabilmente delle continue pressioni da parte dei Romani sui "vicini" popoli transdanubiani, e delle pretese di sovranità ed intervenendo spesso nella loro politica interna.
Domiziano, già ben disposto alle guerre esterne, non ebbe alcuna esitazione quando i Daci, con la loro irruzione in territorio romano gliene fornirono l'occasione. La risposta del nuovo imperatore non si fece attendere a lungo. L'imperatore romano, pur avendo ristabilito l'ordine nella provincia di Mesia, decise di vendicare l'onore romano ed inviò in Dacia a capo delle armate romane, il prefetto del Pretorio, Cornelio Fusco. L'avanzata romana fu, però, arrestata nel cuore del regno di Decebalo, dove subì una disastrosa sconfitta, dove lo stesso Prefetto perse la vita.
La sconfitta fu talmente grave da essere addirittura paragonata a quella subita da Publio Quintilio Varo ottant'anni prima in Germania nella battaglia nella selva di Teutoburgo. Come se non bastasse, l'esercito romano dovette patire ulteriori perdite durante la disastrosa ritirata.
I Daci si accontentarono di una vittoria insperata, pur tuttavia non poterono esultare a lungo. I preparativi romani furono molto intensi per l'anno seguente (87) in vista della nuova campagna, che ora non ammetteva errori da parte dell'imperatore romano, Domiziano.

### Forze in campo
Domiziano riuscì a schierare, lungo il fronte del basso corso del Danubio, un esercito composto da numerose legioni danubiane, oltre ad unità ausiliarie e vexillationes legionarie come segue:
- le legioni I Adiutrix, I Italica, II Adiutrix, IV Flavia, V Alaudae, V Macedonica, VII Claudia, XIII Gemina ed XV Apollinaris.
- vexillationes legionarie delle legioni II Augusta, IV Scythica, VII Gemina, IX Hispana e XX Valeria Victrix.[4]

Il numero totale di forze in campo da parte dell'impero romano potrebbe essersi aggirato attorno ai 100000 armati, di cui 60000 legionari e 40000 ausiliari. Di questi solo una parte (la metà circa) ne costituì l'esercito d'invasione.
In base ai dati forniti da Strabone, Decebalo potrebbe essere stato in grado di mettere insieme un esercito di circa 200000 armati.

## La battaglia

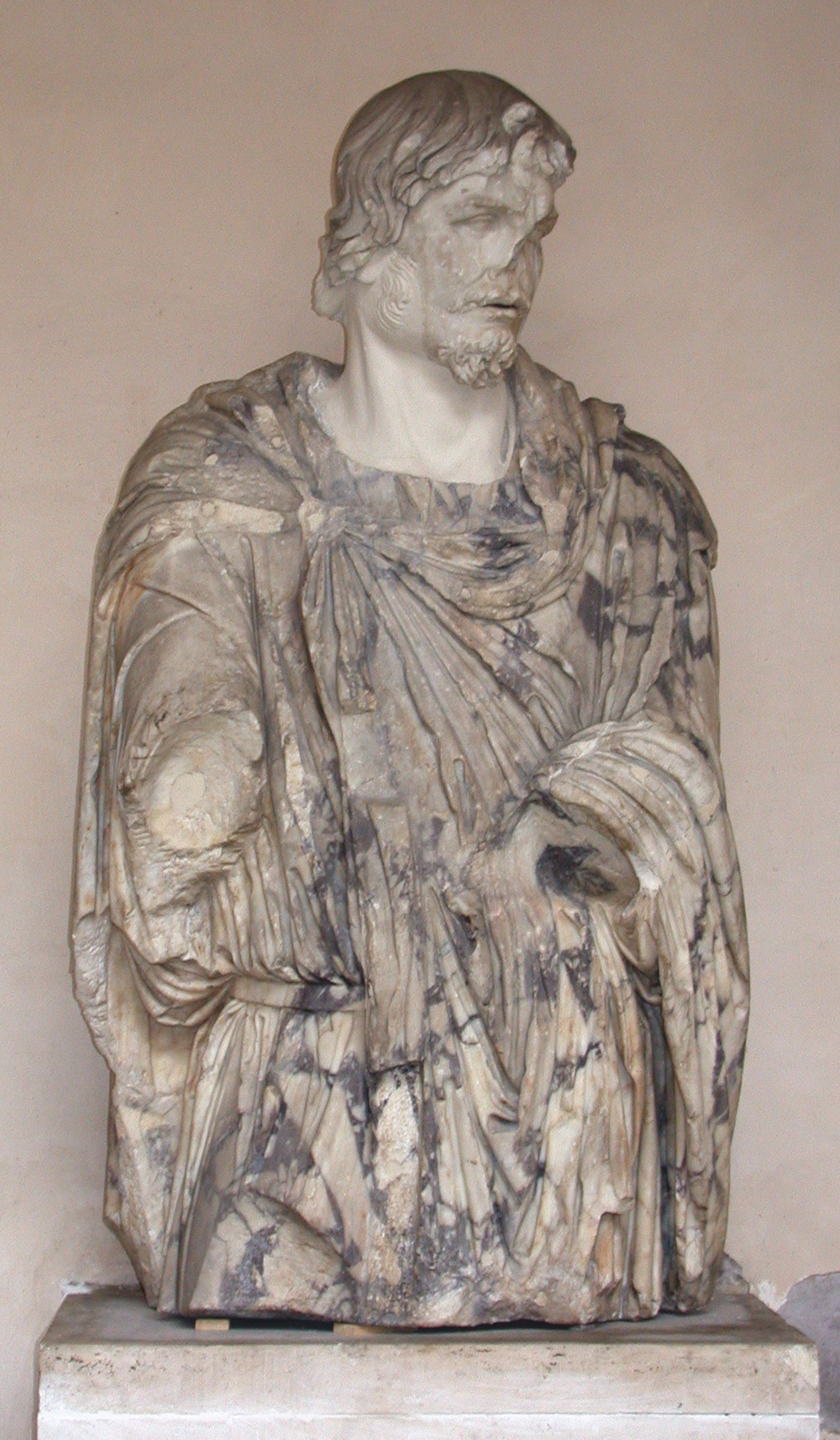
Guerriero dace dal Foro di Traiano.

Domiziano scatenò così due anni dopo una nuova offensiva in Dacia. A comandarla era stavolta il governatore della Mesia superiore, Tettio Giuliano, che sconfisse Decebalo a Tape. Il nuovo comandante delle armate imperiali, varcato il Danubio, probabilmente di fronte alla fortezza legionaria di Viminacium, riuscì nell'autunno seguente a raggiungere la piana di Caransebeș, di fronte alle Porte di Ferro, forse dopo una marcia avvolgente di avvicinamento condotta su più colonne, e non senza grandi difficoltà per i continui attacchi dei Daci.
In una località chiamata Tapae, dove Traiano avrebbe poi ottenuto un mediocre successo durante la sua prima campagna del 101, vi fu una grande battaglia, seguita da una strage di Daci. Un certo Vezina, che per il suo prestigio era secondo solo a Decebalo, morì combattendo. Giuliano, tuttavia, non marciò sulla capitale nemica di Sarmizegetusa Regia. Ne fu ostacolato, si disse, da uno stratagemma di Decebalo che, secondo Dione, avrebbe tagliato dei tronchi d'albero vestendoli da soldati con tanto di armamento; dopo averli disseminati copiosamente in difesa della capitale dacica, riuscì ad indurre i Romani a rinunciare dal continuare l'avanzata in territorio nemico.
È lecito pensare che vi fossero altri motivi per cui Tettio Giuliano desistette dall'avanzare ulteriormente. La ragione principale potrebbe essere stata la difficoltà di attraversare le Porte di Ferro in una stagione prossima all'inverno, tanto da supporre un soggiorno dell'esercito romano in territorio dacico fino alla primavera seguente, in preparazione di una marcia l'anno successivo su Sarmizegetusa.

## Conseguenze: la pace con Decebalo
È certo che la vittoria romana aveva ridotto Decebalo sulla difensiva, ma venne salvato da una serie di eventi a lui favorevoli:
- la rivolta di un certo Lucio Antonio Saturnino che si era proclamato imperatore tra le legioni della Germania Superiore.
- ed una rivolta armata delle popolazioni che fino a quel momento avevano riconosciuto la sovranità di Roma e ne avevano protetto per decenni la frontiera della Pannonia, vale a dire i Marcomanni, i Quadi ed i Sarmati Iazigi.

Questi eventi provocarono inevitabilmente il ritiro delle armate romane dalla Dacia e la stipulazione di un trattato di pace. Da entrambi i lati prevalsero gli atteggiamenti concilianti e diplomatici e l'onore fu salvo per entrambi. Decebalo divenne "re cliente", pur se solo nominalmente, guadagnandosi la riconoscenza e l'aiuto romano con l'invio di esperti carpentieri, ingegneri ed un sussidio annuale. Il fratello Degis, fu inviato a Roma a ricevere dalle mani dello stesso Domiziano la corona da regalare al re dei Daci in segno di alleanza e sottomissione.
C'è chi sostiene che questa pace poco onorevole per i romani potrebbe essere stata una delle ragioni che portò all'assassinio di Domiziano nel 96. La pace tra le parti fu concordata nell'89 e fu solo apparentemente favorevole ai Romani. In effetti a Decebalo fu consentito di riarmarsi liberamente, di costruire nuove roccaforti in Dacia e di accrescere la potenza del suo popolo nel quindicennio successivo, prima della definitiva conquista della Dacia avvenuta sotto Traiano nel 101-106.

### Fonti primarie
- Dione, Storia romana, LVII.
- Svetonio, Vite dei Cesari, Domiziano.
- Marziale, Epigrammata, V.

### Fonti moderne
- Peter Wilcox & Gerry Embleton, Rome's enemies: Germans and Dacians, Oxford 2004. ISBN 0-85045-473-5.
- Emile Condurachi e Constantin Daicoviciu, Archeologia Mundi: Romania, Roma 1975.
- AAVV, I Daci: mostra della civiltà daco-getica in epoca classica, Roma dicembre 1979-gennaio 1980.
- Ronald Syme, Danubian Papers, Londra 1971.
- András Mócsy, Pannonia and Upper Moesia, Londra 1974. ISBN 0-415-13814-0
- Pat Southern, Domitian, tragic tyrant, Londra e New York 1997. ISBN 0-415-16525-3
- Brian W.Jones, The emperor Domitian, Londra e New York 1993. ISBN 0-415-10195-6

### I contendenti
- Domiziano ed i generali Gaio Oppio Sabino, Cornelio Fusco, Tettio Giuliano
- Decebalo

### I popoli
- Impero romano
- Daci, alleati a Roxolani e Bastarni
- Marcomanni, Quadi e Iazigi rimasero neutrali

### Territorio
- Dacia (regione storica) e Storia della Dacia
- Impero romano, Mesia

### Le battaglie e le guerre
- Battaglia di Tape (101)
- Campagne daciche di Domiziano
- Conquista della Dacia